# Baku (mitologia)

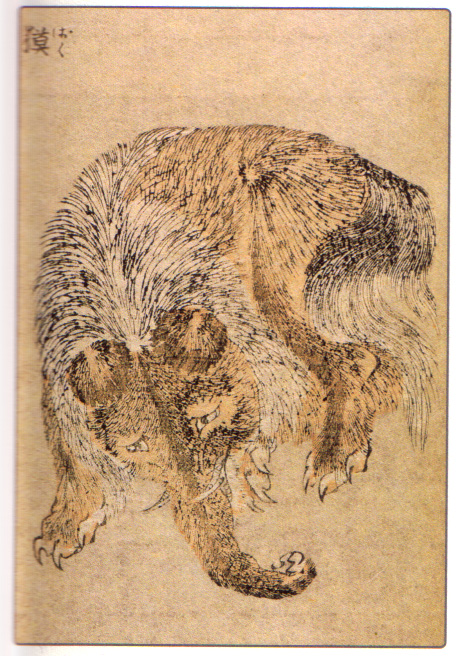
Un baku in un ukiyo-e di Katsushika Hokusai

Il baku (in giapponese: 獏? o 貘?; in cinese 貘S, mòP, letteralmente "tapiro") è una creatura leggendaria originaria della mitologia cinese, passata poi anche a quella giapponese.

## Aspetto
Probabilmente legato a un significato mitologico del tapiro, condivide con esso il nome e molte caratteristiche fisiche; è però spesso rappresentato in termini chimerici. Una popolare rappresentazione lo vorrebbe dal corpo di orso, zampe di tigre, coda di bue e occhi di rinoceronte; un'antica descrizione cinese gli attribuisce invece l'aspetto di una capra con nove code, quattro orecchie e occhi sul dorso.

## Caratteristiche
Il baku è considerato una creatura benigna, a cui in Cina si attribuisce la capacità di allontanare il male, ma è soprattutto conosciuto per la sua capacità di divorare gli incubi degli esseri umani e la sfortuna che li accompagna. In alcune zone, come le aree di Fukushima e Kumamoto, è d'uso che una persona che si risveglia da un incubo reciti tre volte la frase "cedo il mio sogno al baku perché lo mangi", o varianti della frase. Le immagini della creatura (o il suo ideogramma) erano considerate ornamenti di buon auspicio per gli arredamenti delle camere da letto, e anticamente venivano cuciti in oro sui cuscini delle famiglie nobili.
Viene narrato che Toyotomi Hideyoshi, famoso samurai e daimyō del periodo Sengoku, ne conservasse un disegno accanto al capo mentre dormiva per garantirsi un sonno senza incubi.
Il baku è anche considerato capace di divorare gli spiriti cattivi che causano le epidemie, e dormire sulla sua pelliccia preverrebbe le malattie e la malasorte.

## Baku nella cultura di massa
I baku compaiono in molte opere giapponesi, soprattutto anime e manga.
- I Pokémon Drowzee, Hypno, Munna e Musharna sono ispirati al baku e in Digimon compare Tapirmon (in originale chiamato appunto Bakumon). Anche in Monster Rancher compare un baku.
- In Magic: The Gathering, nell'espansione ispirata al Giappone Traditori di Kamigawa, compaiono i baku.
- I baku compaiono anche nell'espansione Oriental Adventures di Dungeons & Dragons, con il nome "Shirokinukatsukami".
- Nel libro di fumetti The Sandman: The Dream Hunters, scritto da Neil Gaiman e illustrato da Yoshitaka Amano per la serie The Sandman della DC Comics, compare un baku.
- Nel videogioco per PlayStation 2 Dual Hearts, il baku è rappresentato come un "maiale" che mangia sogni.
- In uno dei primi episodi dell'anime Lamù, un baku si materializza per caso nel mondo reale quando Ataru Moroboshi si sveglia improvvisamente da un brutto sogno. Un baku compare anche nel secondo film della serie, Beautiful Dreamer.
- In Final Fantasy IX, il capo dei Tantalus si chiama Baku sia nella versione giapponese che in quella inglese; nella versione italiana, invece, il suo nome è stato cambiato in "Kalò", e il personaggio parla con accento siciliano.
- Il libro illustrato The Dream Eater di Diane Goode parla di un ragazzo, Yukio, che incontra un baku e lo porta nel suo villaggio.
- Nella serie Onegai My Melody, Baku è un tapirotto volante che mangia le note nere, simbolo dei sogni "non buoni".
- Nel capitolo 479 del manga Naruto, Danzo evoca un baku per cercare di sconfiggere Sasuke Uchiha.
- Nella serie anime xxxHOLiC: Kei delle CLAMP, un personaggio chiamato "il mercante di sogni" viene rappresentato come un tapiro antropomorfo che parla con il tipico accento di Osaka.
- Nell'anime Yumekui Merry, la protagonista viene paragonata ad un baku, vista la sua attitudine alle battaglie contro i "Demoni dei Sogni".
- Nel film Eiga Pretty Cure All Stars New Stage 3 - Eien no tomadachi, i personaggi di Yumeta e Maamu sono Baku, custodi del Mondo dei Sogni.
- Nell'anime e nei videogiochi della serie Yo-Kai Watch, Baku è uno yōkai che divora gli incubi, la stanchezza ed altre cose degli esseri umani.
- A partire da Animal Crossing New Leaf è presente in Via degli Acquisti nella Casa del Sogno gestita da Sonia un tapiro che aiuta il giocatore ad andare nel mondo dei sogni. Il personaggio fa il suo ritorno in Animal Crossing: New Horizons, con l'aggiornamento estivo del 30 luglio 2020.
- Nella serie di videogiochi fanmade Touhou Project il personaggio di Doremy Sweet è un Baku, custode e sovrana del Mondo dei Sogni.
- Nel videogioco Genshin Impact, il personaggio giocabile Yumemizuki Mizuki è una baku e psicologa clinica. Capace di rimuovere gli incubi alle persone, è anche dedita a studiare la psiche umana.